# 无畏号战列舰
无畏号（英語：HMS Dreadnought），英国皇家海军一種划时代设计的战列舰。它出現了很多現代軍艦的特徵，遠優於同時期的同類軍艦，之後的火力改進，更在20世紀初期導致了列強之間的海軍軍備競賽。

## 设计背景
19世纪，舰载火炮出現了兩種設計，因為各自的射程与射速有限，各海军强国的战列舰通常混裝两种以上的主炮，高射速小口径砲（6－10英寸）弥补高射程大口径砲（12英寸）的不足。
20世纪初，舰载火炮的射速射程和準度已明顯改善，混裝大小火炮反而變為缺點。因為不同口径炮有不同弹道和射速，這增添弹着点观测和火力控制的複雜和困難，拖累了射速和命中率。此一缺點在1905年的对马海峡海战尤其表现明显，沒有複雜炮種的日軍反而打得游刃有餘。
1903年，意大利、美国、英国的海军皆已傾向统一主炮，取消小砲，增加大砲数量，目的是以火力強大的長射程齐射來提高命中率和摧毀率。當時，重型旋轉砲塔的設計工程以及火力控制系統漸趨成熟实用，更促成其可行性。約翰·阿巴斯諾特·費舍爾爵士於1904年出任英国第一海务大臣。他组成委员会提出新型战列舰的设计方案：12英寸主炮10门、蒸汽轮机能以21节高速长时间行駛。這意味著要造大型戰船，並採用新的動力，以便承載主砲與重裝甲和彈藥，意圖以一致的大口径火炮与高航速去主導海战。此即无畏号。費舍爾称之為“煮老的鸡蛋”，“因为它不可能被击碎”。

## 设计特点

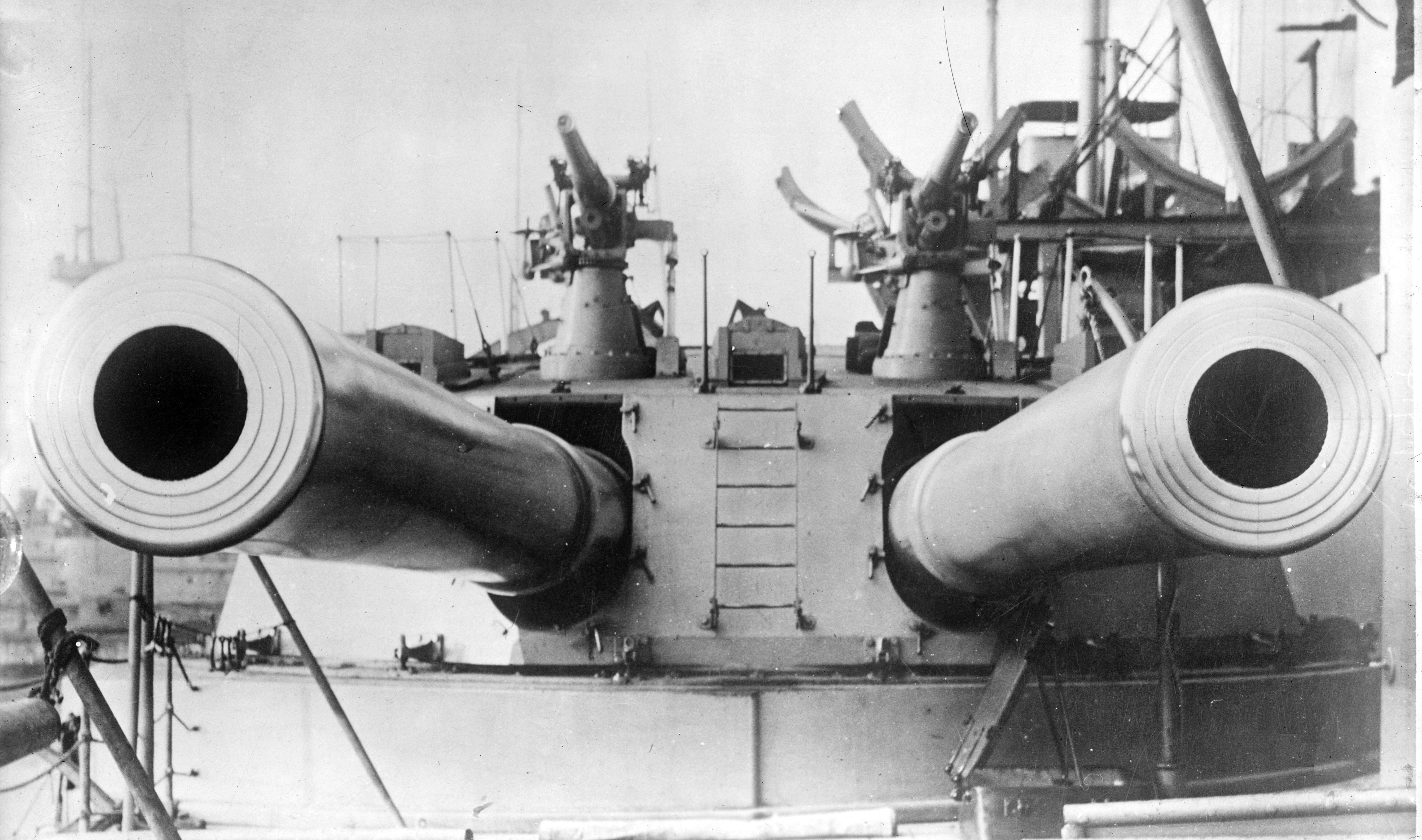
双联装BL12英寸Mk X海军炮砲塔。砲塔上方是兩門防御鱼雷艇的12磅速射炮

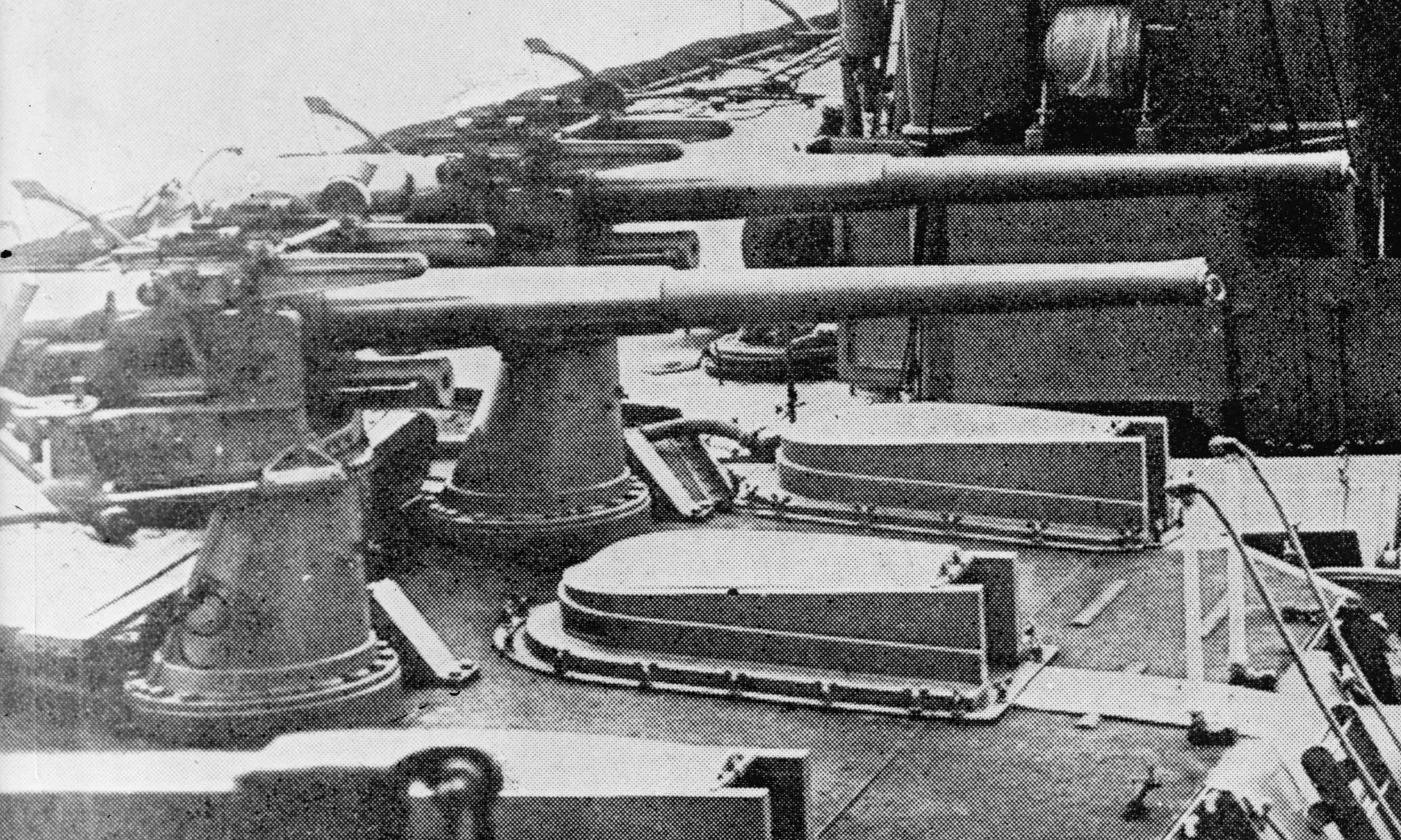
X砲塔上方的兩門副炮

舯部舰体橫切面顯示装甲配置

无畏号為长艏楼船型，取消一般战列舰的船艏水下撞角。其最大不同是“全装重型火炮（All-Big-Gun）”，十门主炮都是12英寸口径，分成五座双联装炮塔。艏艉各一座，舯部舰体中心线一座，在锅炉舱后方；两舷对称各一座，在二个锅炉舱之间。因此，單侧舷火力最大為主炮八门，向前火力最大為主炮六门，各主砲射擊性能一致並配合火力控制系統，无畏号整體攻擊火力大幅提昇。副炮口径僅三英寸以下，用以防御小型鱼雷艇等（註：“艏”音同首，造船工程學的船首；“舯”音同中，指船中央部份；“艉”音同尾，指船尾部）。5門魚雷發射管裝設在吃水線下方，並在船側身加掛鋼製防魚雷網。
无畏号是第一個使用了4台蒸汽渦輪推進机组的大型战舰，功率大於旧式往复式蒸汽机组，使得雖然噸位大，其21节的最高航速超過既有的任何战列舰，在追逐與躲避仍能十分靈活。长時間高速行駛的可靠性也很好，惡劣天氣也能出海作戰，並對官兵的工作和生活環境條件都有了明顯的改善，確保了人員的士氣與戰力。无畏号的設計也獲得了更加強的生存力，該艦種安裝的內外防護工程均經過設計，全面防御能力不下於任何战舰，装甲以表面硬化处理，重要部位的厚度高達11英寸。水线下的水密隔艙不設横向联络门，以加强水密结构，提高抗沉能力。

## 服役生涯

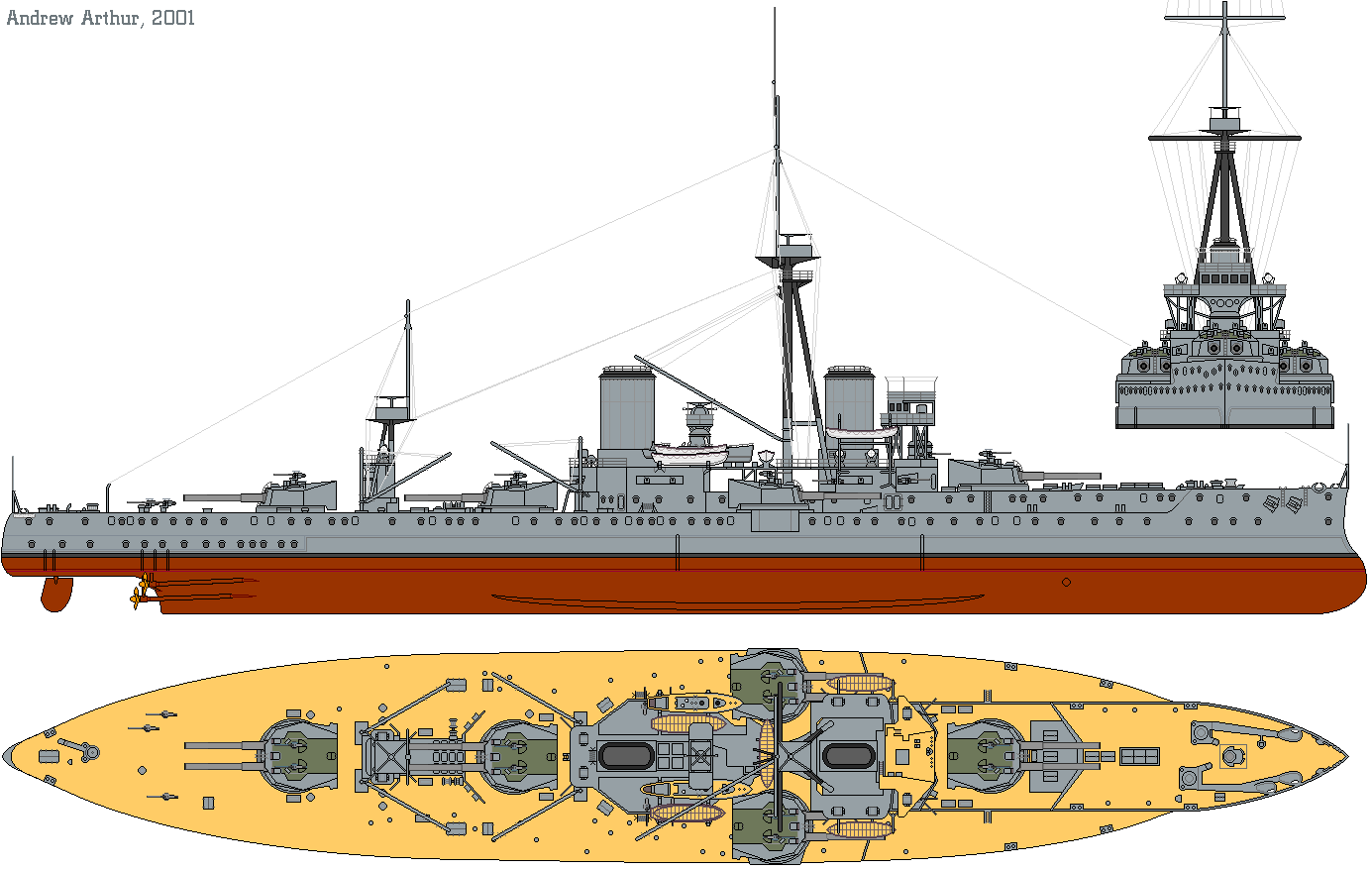
无畏号战列舰的比例图（加装了三英寸副炮）

19世紀末的英國已經有了成熟的工業體系，所以无畏号的建造进度異常快速。其设计蓝图於1905年5月批准。同年10月2日在朴茨茅斯海军造船厂裝龙骨，1906年2月10日下水，同年10月1日即进行海试。
无畏号耗時检验新设备，1907年12月3日才正式服役，並擔任英国皇家海军各本土舰队的旗舰，直到1912年。第一次世界大战中的1916年3月18日，无畏号在北海撞沉德国U-29号潜艇，之後由於入坞维修而错过了日德兰海战。1916－1918年派往泰晤士河口巡逻。1919年转入后备役。1921年出售拆毁。

## 影响
无畏号革新武备、动力、防护等各方面的傳統觀念，其火力和动力装置的设计更具革命性，可以說是近代造船工業化經驗與成就指標，當時各海军强国非常重視，纷纷把舊戰艦快速更新換代，比照而建成新型战列舰艦隊，產生新一轮海军军备竞赛。无畏号代表战列舰技术的重要分水岭，是19世紀列強海軍不斷演進的集大成者，一般通称其同類为“无畏舰”，之前的战列舰則称作“前无畏舰”。

## 脚注

### 引文
1. ↑  江泓 & 英国战列舰全史 1906-1914，第2頁